# Inga Lindström: Der Erbe von Granlunda
Der Erbe von Granlunda ist ein deutscher Fernsehfilm von Gunter Krää aus dem Jahr 2008. Er ist Bestandteil des ZDF-Herzkino-Sonntagsfilms und der 27. Film der Inga-Lindström-Reihe nach der gleichnamigen Erzählung von Christiane Sadlo. Die Hauptrollen sind mit Simone Heher, Nicki von Tempelhoff und Michael Greiling besetzt.

## Handlung
Karin Västervik ist Tierärztin auf dem Land, sie betreut unter anderem auch die Tiere auf dem Gut Granlunda, wo ihr Freund Paul Eding Verwalter ist. Seit ihrer Scheidung vor vier Jahren lebt sie alleine mit ihrem Sohn Jonas. Magnus Hansson, der Besitzer von Granlunda, ist schwer krank und freut sich jedes Mal, wenn Karin ihn besucht. Dieses Mal bringt sie ihm einen jungen Hund vorbei, damit er nicht so alleine ist. Paul und Karin machen einen Ausflug nach Stockholm, weil er dort einen Termin hat. Sie verbringt die Zeit mit Shopping.
Thomas Fredriksson ist ein erfolgreicher Geschäftsmann und die Eröffnung seiner neuen Bar steht bevor. Seine gute Freundin Lina Ölund ist seine Partnerin. Bevor es losgeht, besucht er seine Mutter, die in einem Sanatorium lebt, da sie seit einem Unfall nicht mehr spricht. Magnus Hansson spricht mit seiner Haushälterin Mia darüber, wie man den Hund nennen könnte. Da kommen sie auf Mika – so hieß auch der Stoffhund seiner Tochter Greta – die er seit Jahren nicht mehr gesehen hat. Er bittet Mia nach ihr zu suchen, da er sie nochmals sehen will. In Stockholm rettet Thomas zufällig Karin vor einem rücksichtslosen Automobilisten. Er lädt sie auf einen Drink in seine neue Bar ein. Als er sie zur Eröffnung am Abend einladen will, erhält sie einen Anruf von Mia, da Magnus verstorben ist. Sie fährt mit Paul sofort zurück.
Am nächsten Morgen erhält Thomas einen Anruf von einem Anwalt, der seine Mutter Greta sucht. Er wollte mitteilen, dass Magnus Hansson verstorben ist. Thomas wimmelt ihn aber ab, weil er nichts darüber wissen will. Nach der Beerdigung macht Paul sich Sorgen darüber, wer das Gut übernehmen wird und ob er seine Stelle behalten kann. Thomas lässt der Anruf doch keine Ruhe, also fährt er nach Granlunda, um sich das Gut anzuschauen. Als er unterwegs nach dem Weg fragen will, trifft er zufällig wieder auf Karin. Sie fragt sich, was er mit Granlunda zu tun hat. Auf dem Gut macht er dann Bekanntschaft mit Paul und stellt sich ihm als der Enkel von Magnus vor und dass er der Erbe des Ganzen ist. Paul ist erstaunt, dass Greta einen Sohn hat, sie ist vor 33 Jahren im Streit mit ihrem Vater vom Gut verschwunden. Thomas macht rasch seine Absichten klar, er will Granlunda verkaufen.
Karin bringt Thomas im Hotel Mika vorbei, da er nun der Besitzer ist und sich um ihn kümmern muss. Dabei kommen sie ins Gespräch. Karin versucht, ihn von der Schönheit der Gegend zu überzeugen. Irgendwie sind sie sich auf Anhieb sympathisch. Am Grab seines Großvaters trifft er Mia, es stellt sich heraus, dass es über die Geschichte über den Weggang seiner Mutter verschiedene Ansichten gibt. Mia bietet Thomas an, mit Mika auf Granlunda zu übernachten, da er den Hund nicht mit ins Hotel nehmen kann. Er lehnt zunächst ab, überlegt es sich dann aber doch noch. Als sich in der Nacht Mika komisch verhält, meint Thomas, er sei krank, und geht mit ihm zu Karin. Es stellt sich aber heraus, dass er nur vergessen hat, dem Hund etwas zu fressen zu geben. Danach gehen sie spazieren, Thomas will wissen, wie sein Großvater war. Sie kommen sich näher und küssen sich. Karin gesteht Thomas, dass sie eigentlich einen Freund hat, sich aber nicht mehr sicher ist, ob er der Richtige ist.
Paul hat die beiden zusammen gesehen und ahnt, dass sich da etwas entwickelt, deshalb geht er zu Karin in die Praxis und macht ihr einen Heiratsantrag. Sie gesteht ihm, dass sie sich nicht mehr sicher ist. Thomas hat eventuell einen Käufer gefunden, ist sich wegen Karin aber nicht mehr sicher. Er lässt sich von Paul die Bücher geben, um sich einen Überblick zu verschaffen. Paul erfährt im Gespräch mit Thomas, dass Greta schwanger war, als sie das Gut verließ. Dabei stellt sich heraus, dass sie das Gut verlassen hat, weil sie ihrem Vater nicht sagen wollte, wer der Vater ihres Ungeborenen ist. Paul will wissen, wie es Greta nun geht, Markus erzählt ihm vom Unfall seiner Mutter. Für Paul ist danach klar, dass Thomas sein Sohn ist. Er will es ihm sagen, aber Thomas hat keine Zeit, da er sich mit Karin verabredet hat. Eigentlich will Karin ihm klarmachen, dass sie nicht zusammen sein können, kann ihm aber nicht widerstehen. Jörn Petterson, der Kaufinteressent, taucht auf Granlunda auf, Paul sagt ihm, das Gut stehe nicht mehr zum Verkauf. Thomas erfährt von Karin, dass Paul ihr jetziger Freund ist. Er ist erstaunt.
Mia erzählt Thomas, dass Petterson da war, und versucht ebenfalls, ihn davon abzubringen, das Gut zu verkaufen. Sie nimmt einen Anruf für Thomas entgegen und erfährt dabei, in welchem Sanatorium Greta ist. Karin gesteht Paul, dass sie sich in Thomas verliebt hat. Mia sagt Paul, wo er Greta finden kann. Er geht sofort zu ihr. Thomas ist auch bei seiner Mutter. Paul spricht mit Greta, sie zeigt zum ersten Mal Regungen. Thomas merkt, dass Greta und Paul sich geliebt haben. Paul gesteht Thomas, dass er sein Vater ist. Thomas geht zu Lina und spricht mit ihr darüber, auch dass er sich in Karin verliebt hat, aber die Beziehung beenden will, weil er seinen Vater nicht verlieren will. Als Thomas auf das Gut zurückkehrt, sieht er, wie Paul Karin küsst und meint, es sei nun alles wieder in Ordnung.
Thomas hat sich entschlossen, Granlunda nicht zu verkaufen. Er bittet Mia und seinen Vater, ebenfalls zu bleiben. Er lügt Paul vor, er habe eine Beziehung mit Lina und wolle von Karin nichts wissen. Auch als er Karin trifft, erzählt er das Gleiche und verschwindet nach Stockholm. Als Karin mit Mia spricht, erfährt sie nun auch, dass Thomas der Sohn von Paul ist. Nun weiß sie, weshalb er sich so komisch verhalten hat. Thomas hat unterwegs noch seine Mutter besucht, als er danach vor seiner Bar vorfährt, wartet Karin schon auf ihn. Sie klärt ihn darüber auf, dass sie Paul nicht liebt, sondern ihn. Endlich kann er zu seinen Gefühlen stehen. Paul schlägt vor, dass sie Greta nach Granlunda zurückholen. Zum ersten Mal spricht sie wieder.

## Hintergrund
Der Erbe von Granlunda wurde vom 16. Juni bis zum 11. Juli 2008 an Schauplätzen in Schweden gedreht. Produziert wurde der Film von der Bavaria Fiction GmbH.

## Rezeption

### Einschaltquote
Die Erstausstrahlung am 8. Februar 2009 im ZDF wurde von 5,50 Millionen Zuschauern gesehen, was einem Marktanteil von 14,9 % entspricht.

### Kritiken
Die Kritiker der Fernsehzeitschrift TV Spielfilm zeigten mit dem Daumen nach unten und fassten den Film mit den Worten „Schmalz ohne Ende – hört das denn nie mehr auf?!“ kurz zusammen.